# Вица
Вица — река в России, протекает по Локнянскому району Псковской области и Холмском районе Новгородской области. Исток реки находится в болоте севернее урочища Навлиха. Далее река течёт на восток до пересечения с дорогой Р51 Локня-Холм. В этом же месте река на небольшом участке (около 850 метров) является границей между Псковской и Новгородской областями. Далее река течёт в Новгородской области вдоль дороги Локня-Холм вплоть до устья, не отдаляясь от дороги больше, чем на 550 метров. Устье реки находится у деревни Подфильни в 229 км по левому берегу реки Ловать. Длина реки составляет 22 км.
- В 4,5 км от устья, по правому берегу реки впадает река Тупиченка.

В Локнянском районе Псковской области на реке расположена только деревня Каменка Подберезинской волости (деревня Кислуха — нежилая). В Холмском районе Новгородской области на реке стоят деревни Красноборского сельского поселения: Власково, Красный Бор, Ширяево, Петрово, Новая и Подфильни.

## Данные водного реестра
По данным государственного водного реестра России относится к Балтийскому бассейновому округу, водохозяйственный участок реки — Ловать и Пола, речной подбассейн реки — Волхов. Относится к речному бассейну реки Нева (включая бассейны рек Онежского и Ладожского озера).
Код объекта в государственном водном реестре — 01040200312102000023131.